# دیه‌گو کالوو
دیه‌گو کالوو (انگلیسی: Diego Calvo؛ زاده ۲۵ مارس ۱۹۹۱) یک بازیکن فوتبال اهل کاستاریکا است.
وی همچنین در تیم ملی فوتبال کاستاریکا بازی کرده‌است.